# Самгерети
Самгерети (груз. სამღერეთი) — село в Грузии, на территории Тетрицкаройского муниципалитета края (мхаре) Квемо-Картли.

## География
Село находится в юго-восточной части Грузии, к северу от реки Храми, на расстоянии приблизительно 5 километров (по прямой) к юго-западу от города Тетри-Цкаро, административного центра муниципалитета. Абсолютная высота — 1008 метров над уровнем моря.

## Население
По результатам официальной переписи населения 2014 года в Самгерети проживало 385 человек (193 мужчины и 192 женщины). В национальной структуре населения грузины составляли 74,5 %, азербайджанцы — 13,5 %, армяне — 11,9 %.
| Год  | Население, человек |
| ---- | ------------------ |
| 2002 | 386                |
| 2014 | ↘ 385              |